# L'Escala
L'Escala (en espagnol La Escala) est une commune de la comarque d'Alt Empordà dans la province de Gérone en Catalogne (Espagne).

## Géographie

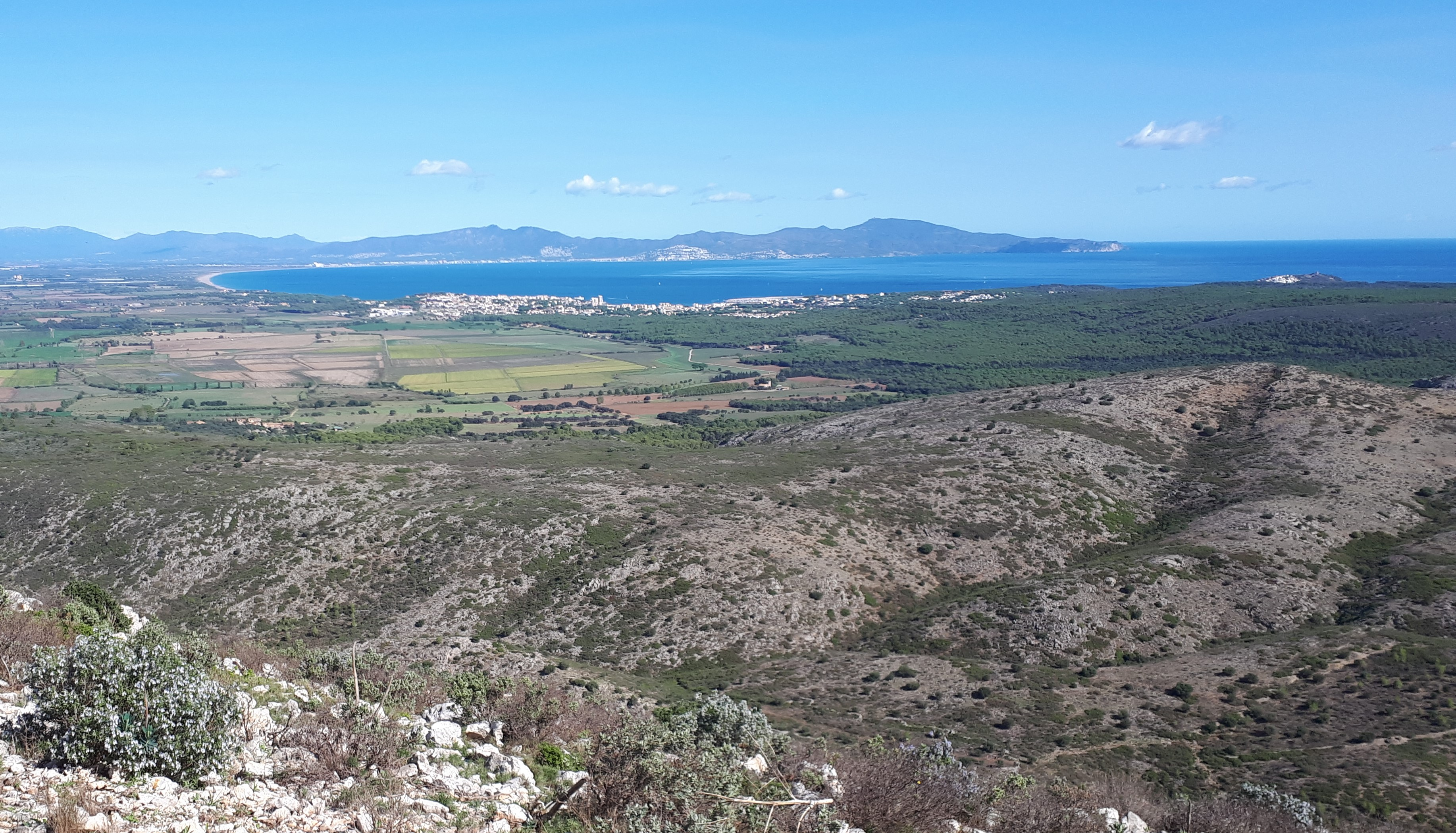
L'Escala et le golfe de Roses.

L'Escala est une station balnéaire catalane, située en bordure de la Méditerranée. Elle est située dans la partie sud du golfe de Rosas,et sur le littoral de la Costa Brava.

### Géologie et relief
L'altitude moyenne de la commune est de 14 mètres.

## Histoire

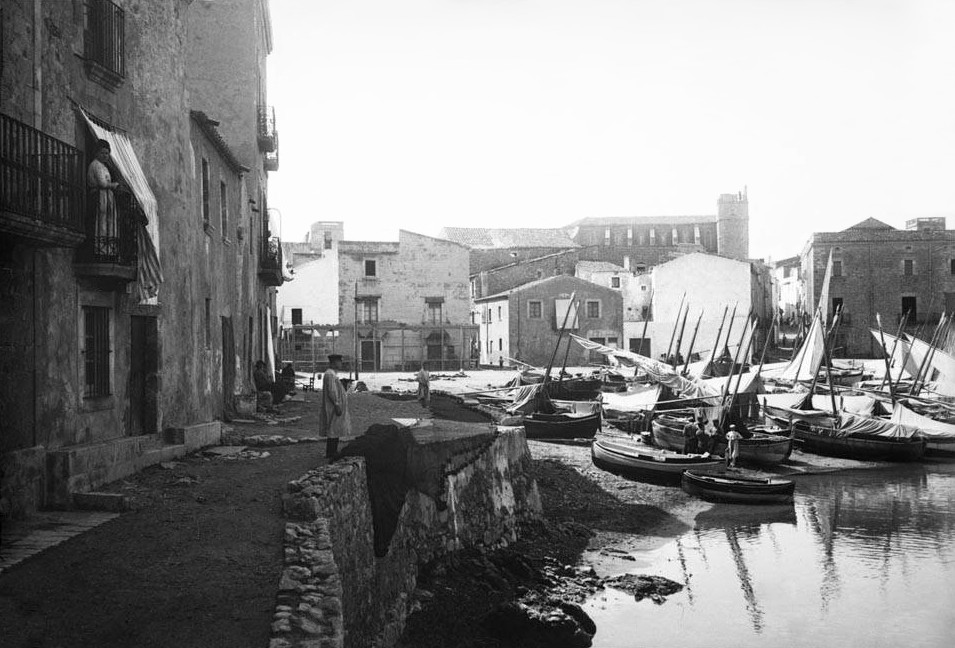
La ville et la plage de l'Escala entre 1900 et 1910.

Cette station balnéaire, dont la population peut être multipliée par 10 lors des mois de juillet et août, s'est développée autour du village qui est une agglomération née d'un ancien quartier de pêcheurs, et même au tout début, à partir de quelques cabanes de pêcheurs dont l'origine remonterait au XVIIe siècle (vers 1660) .

### Jumelage
L'Escala est jumelée à la ville de Meyrin, en Suisse.

## Économie
L'économie traditionnelle est principalement basée sur la pêche et, de fait, la spécialité culinaire locale est l'anchois. L'activité économique principale est désormais dans le secteur du tourisme.

## Culture locale et patrimoine

### Lieux et monuments

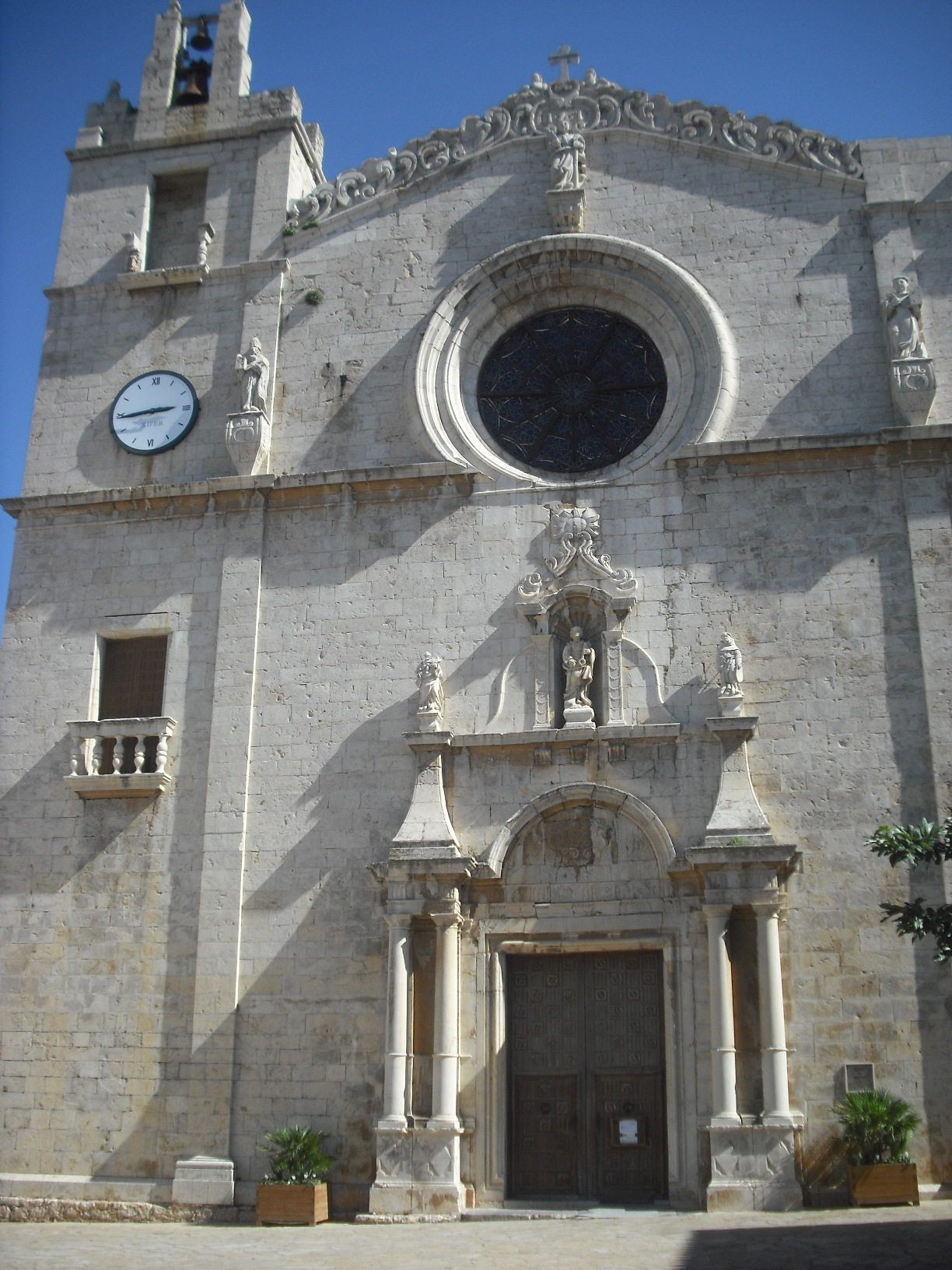
Église San Pedro
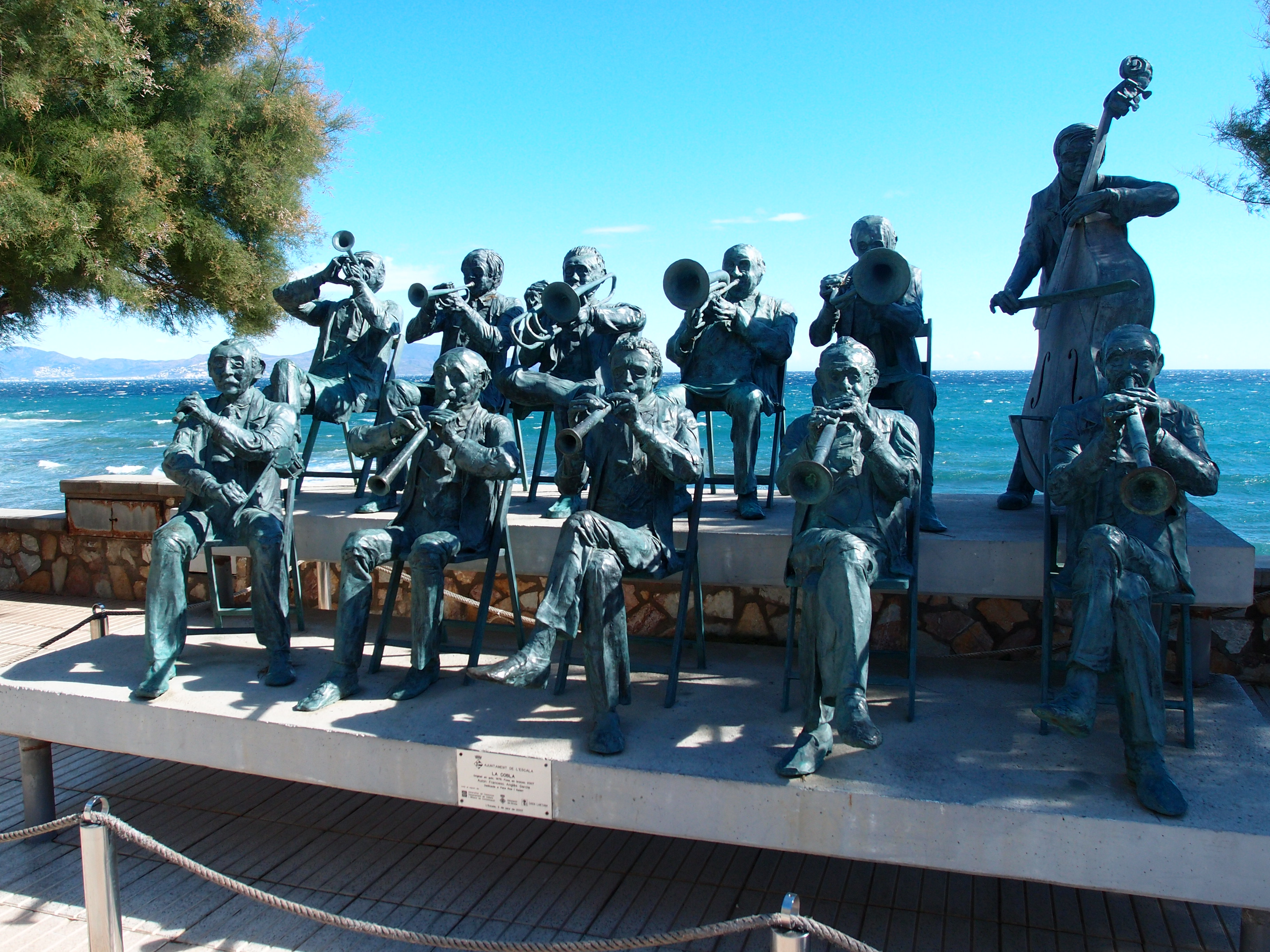
Monument a la Cobla en bronze (2007)
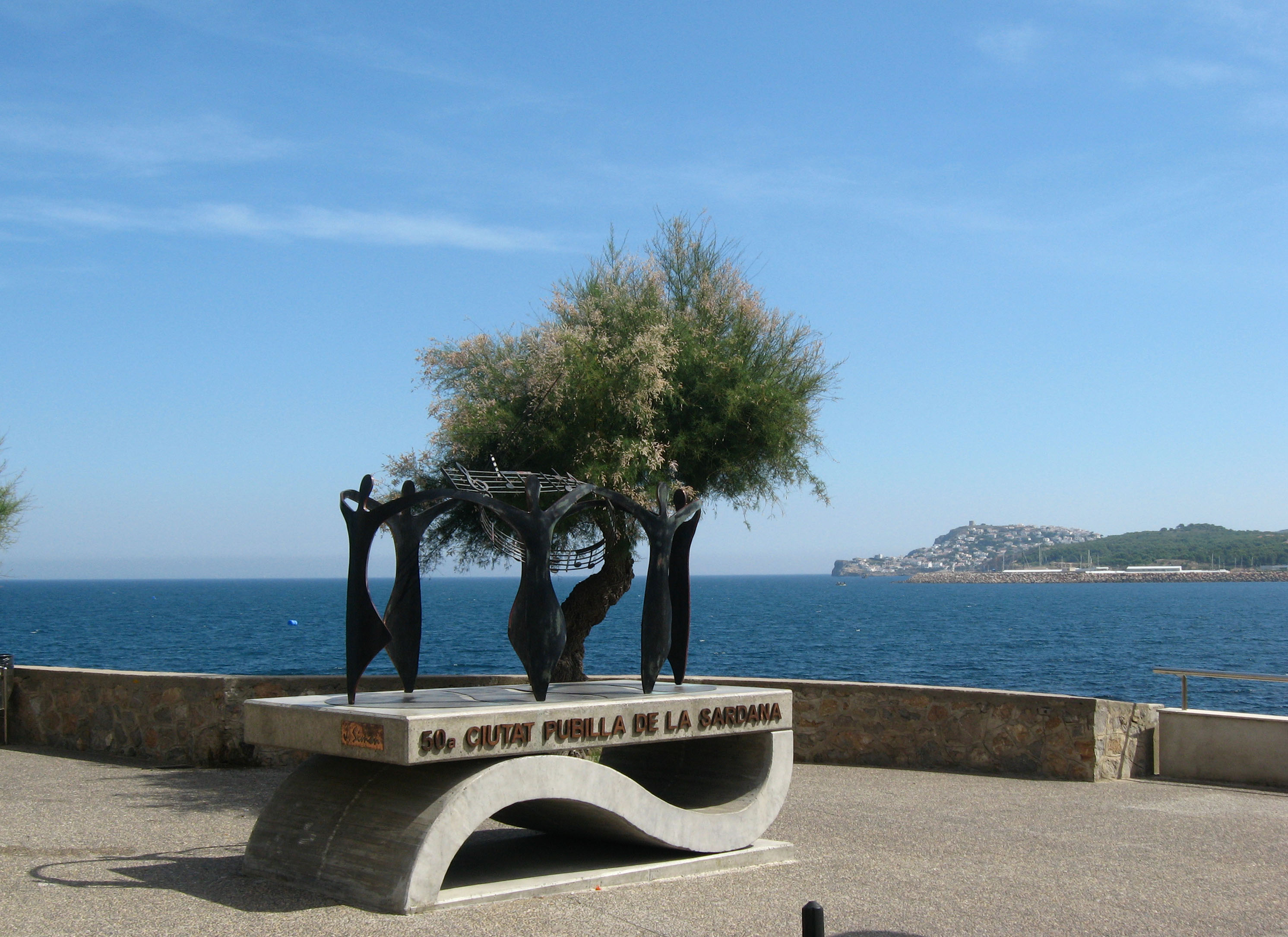
Sardana- sculpture en bronze
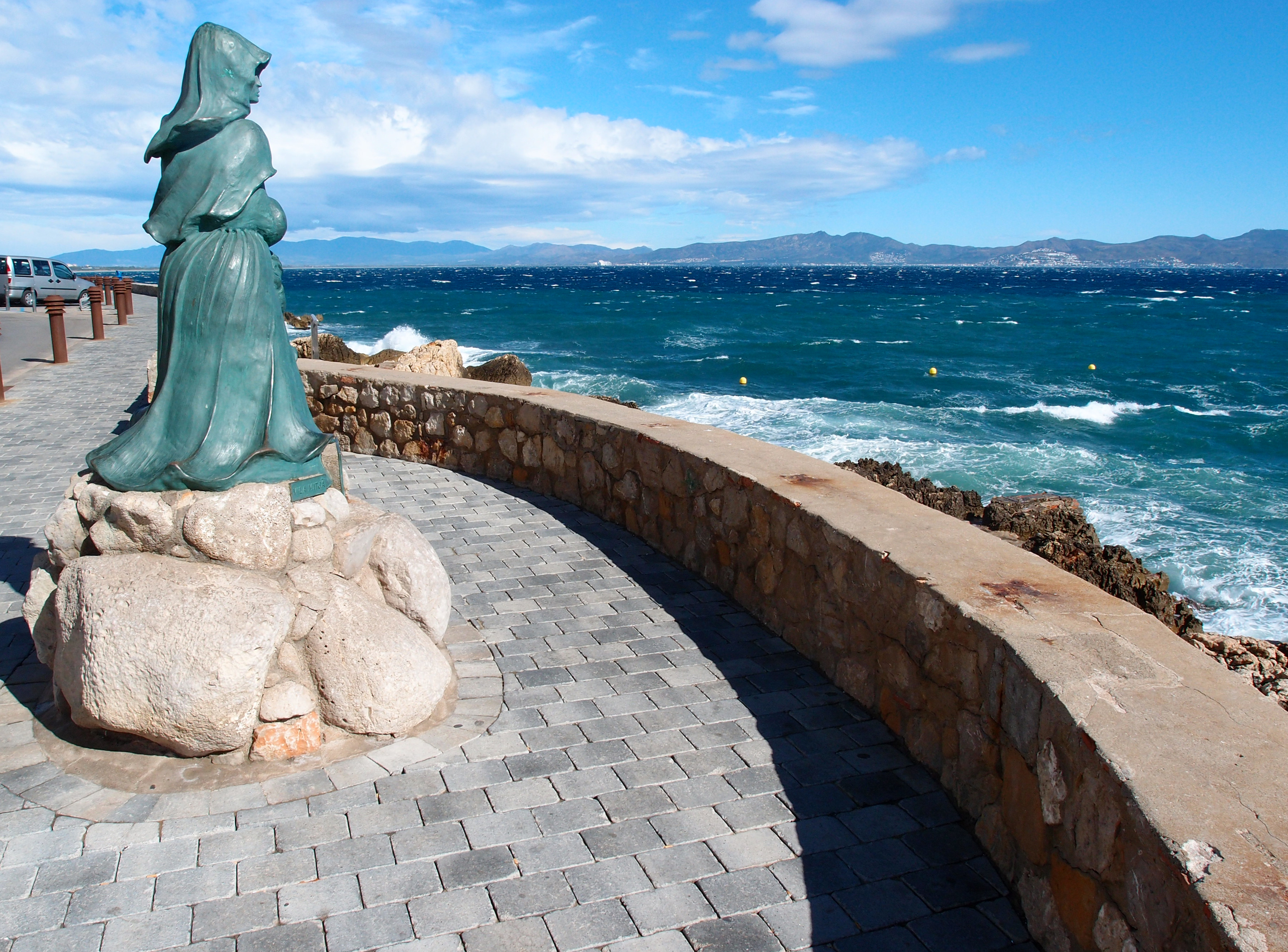
Monument a la Dona del Pescador en bronze (1991)
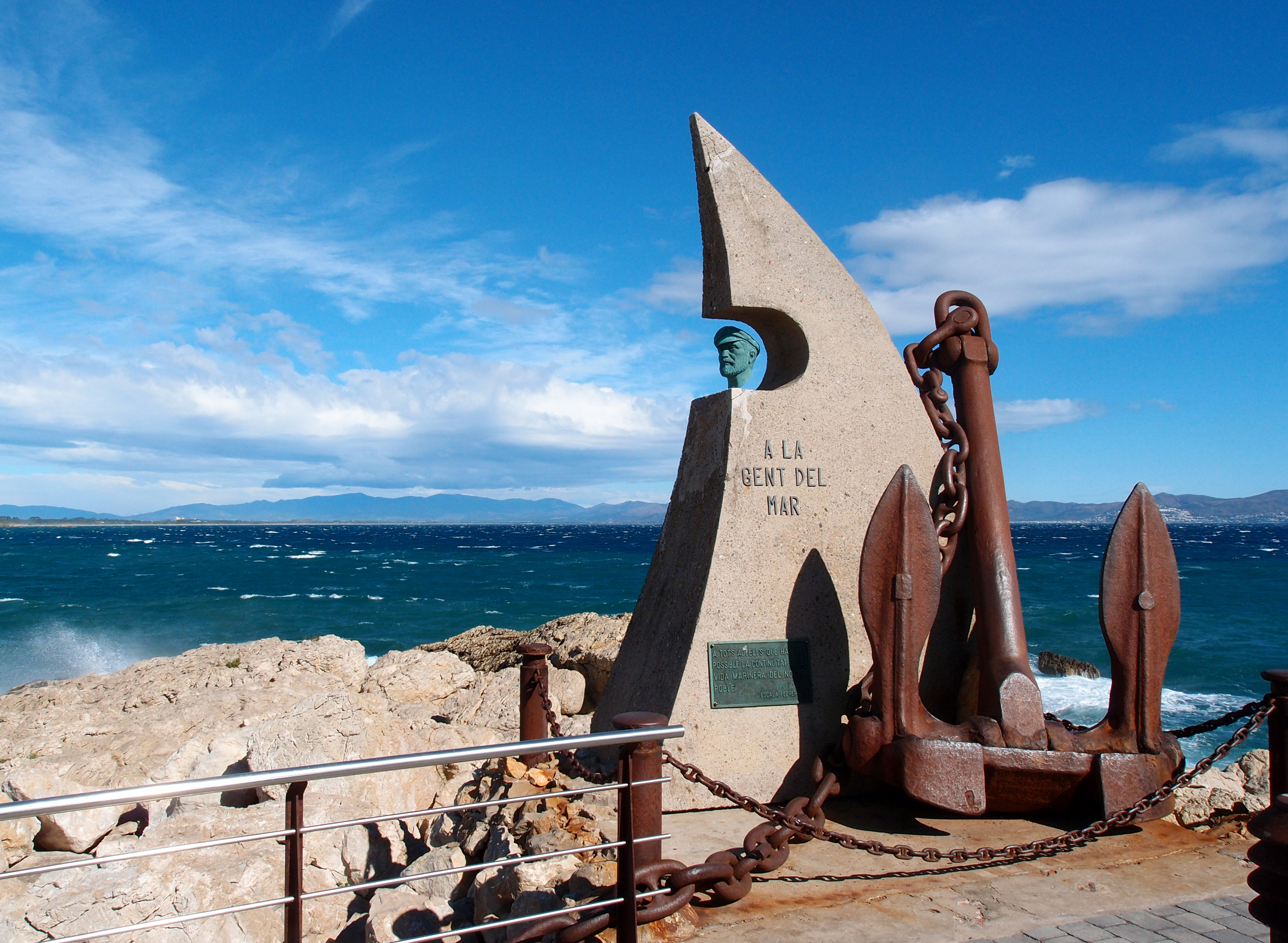
Monument dédié aux gens de la Mer (1979)

### Empúries

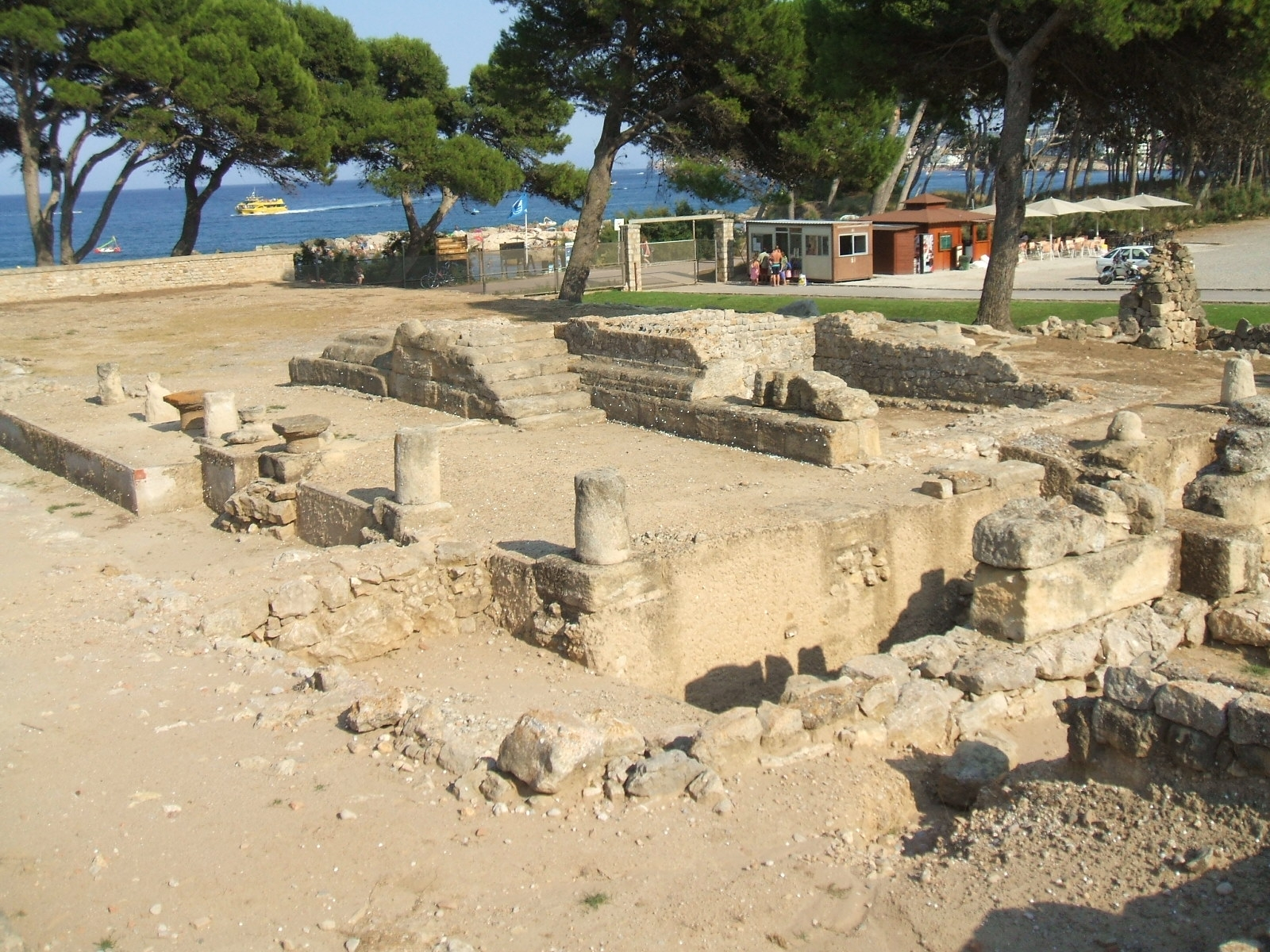
Les ruines gréco-romaines d'Empúries.

Un site archéologique des ruines d'Empúries est situé sur la commune.

### La Caravel·la
La Caravel·la est un ancien bâtiment du centre de la ville.
C'est l'un des bâtiments qui délimitent la Plaça de la Sardana.

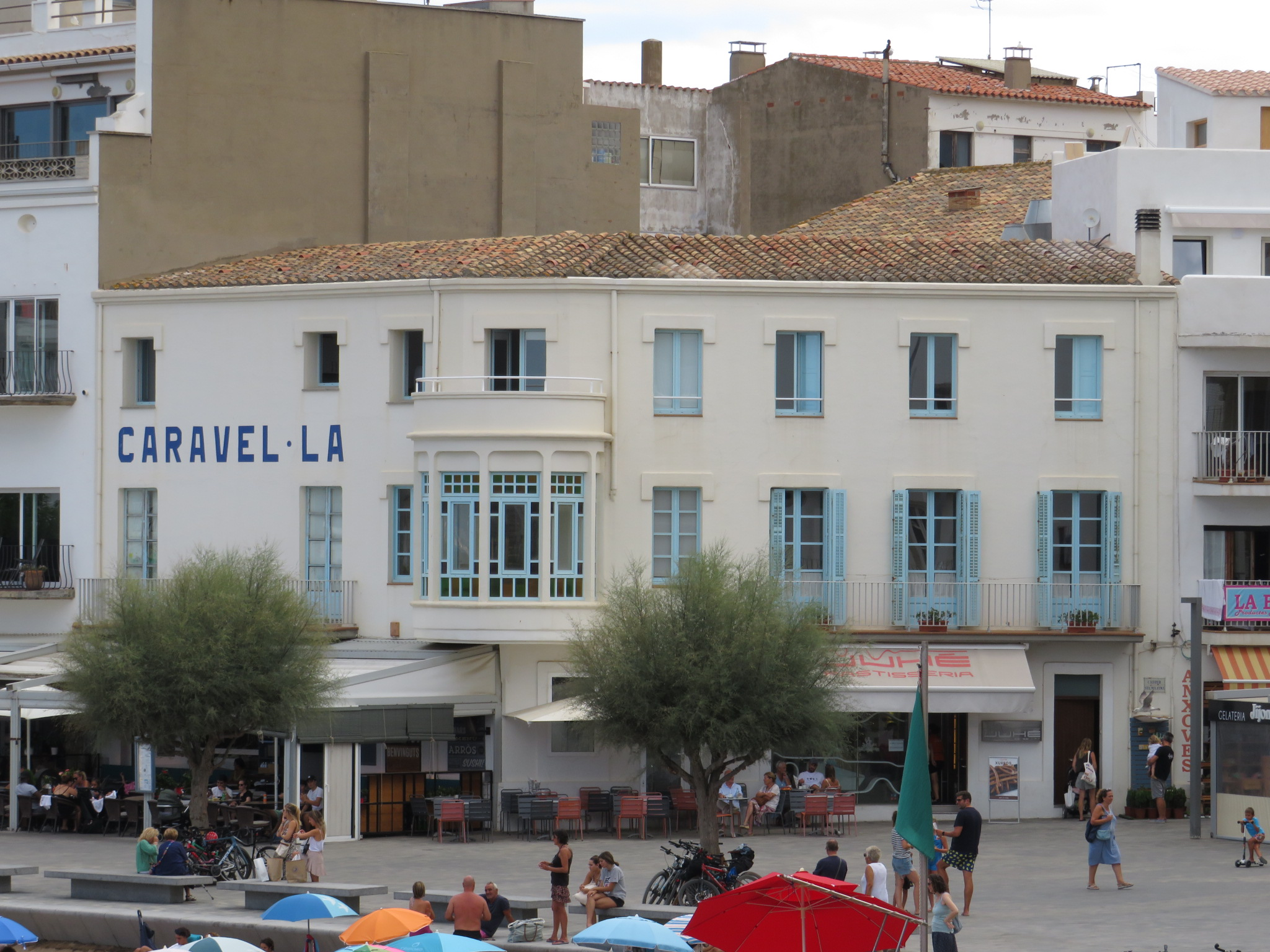
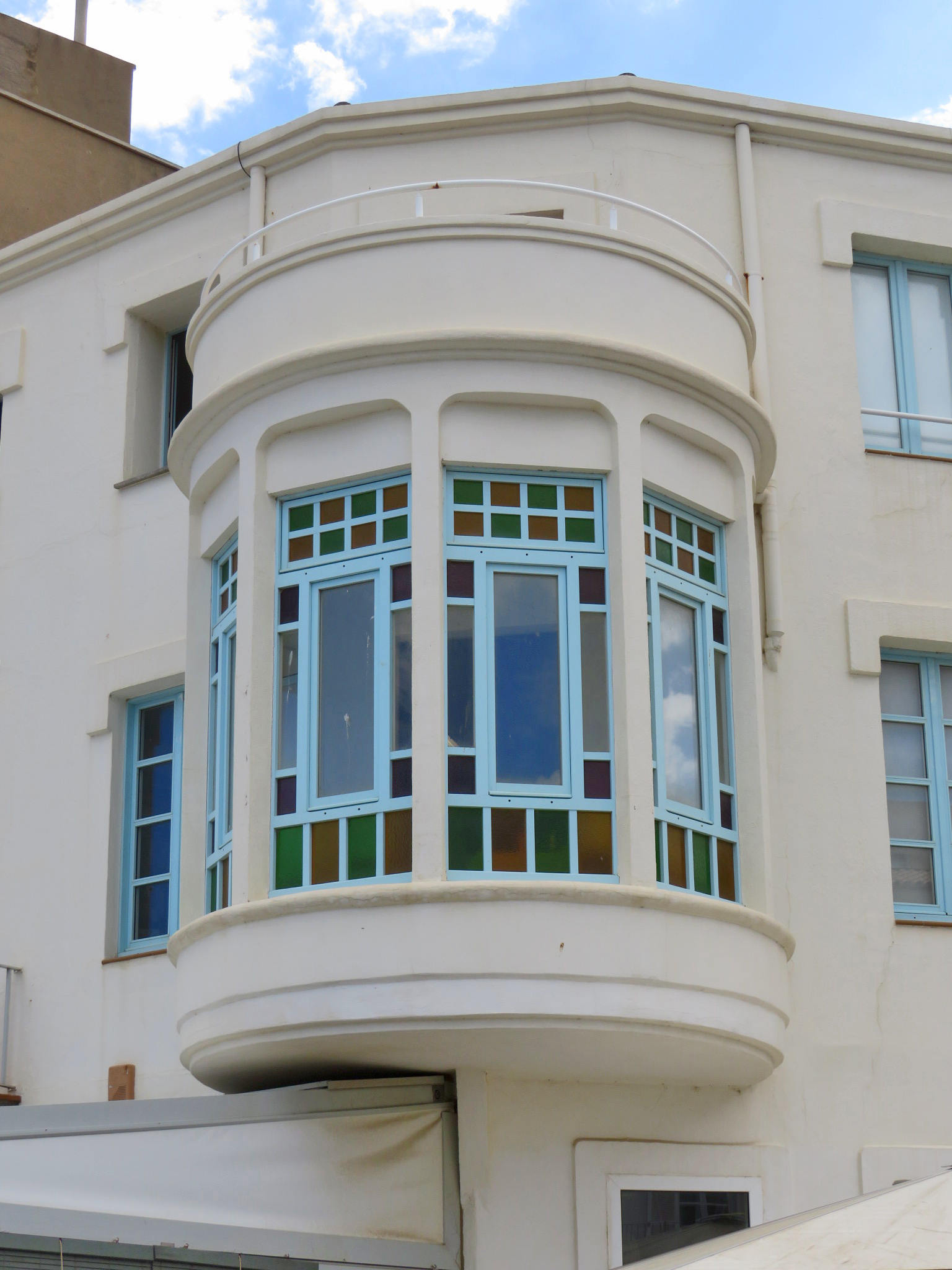

## Cala Montgó
Cala Montgó est une crique de la Costa Brava située sur la commune.

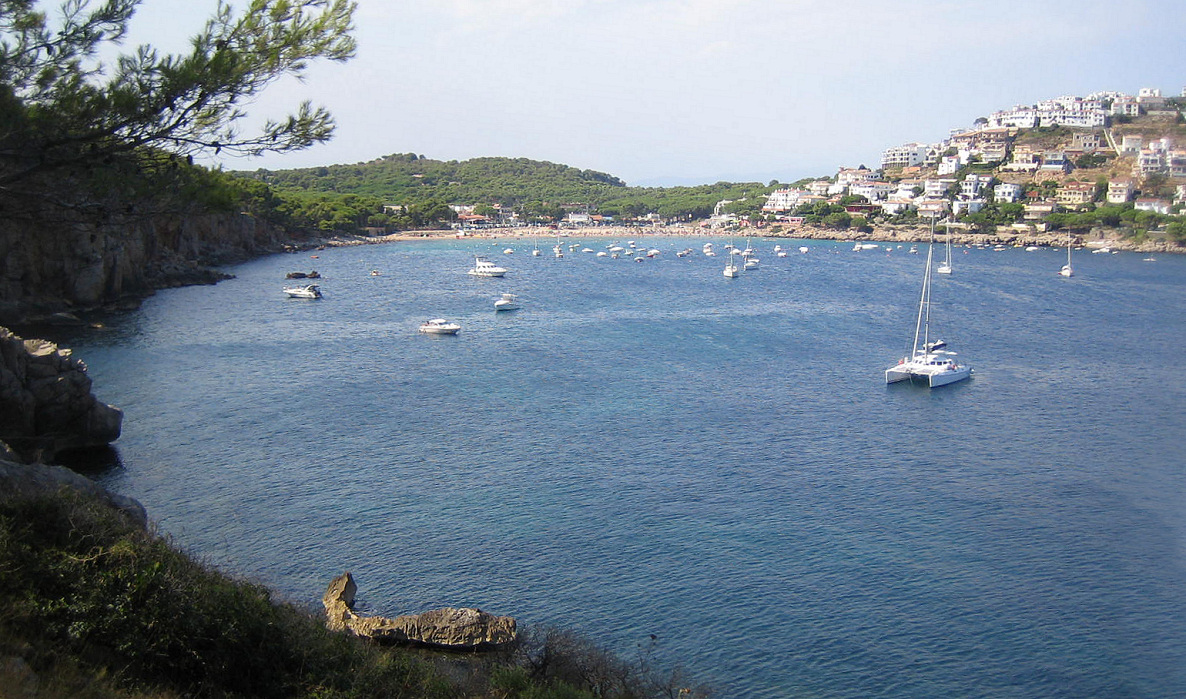
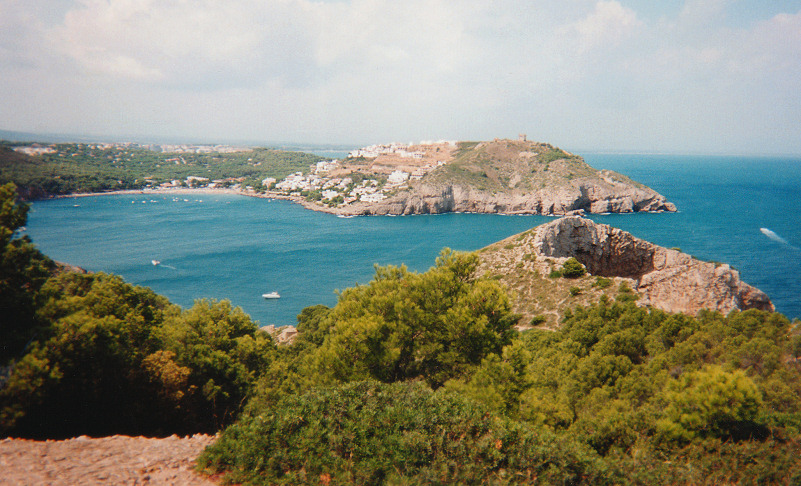
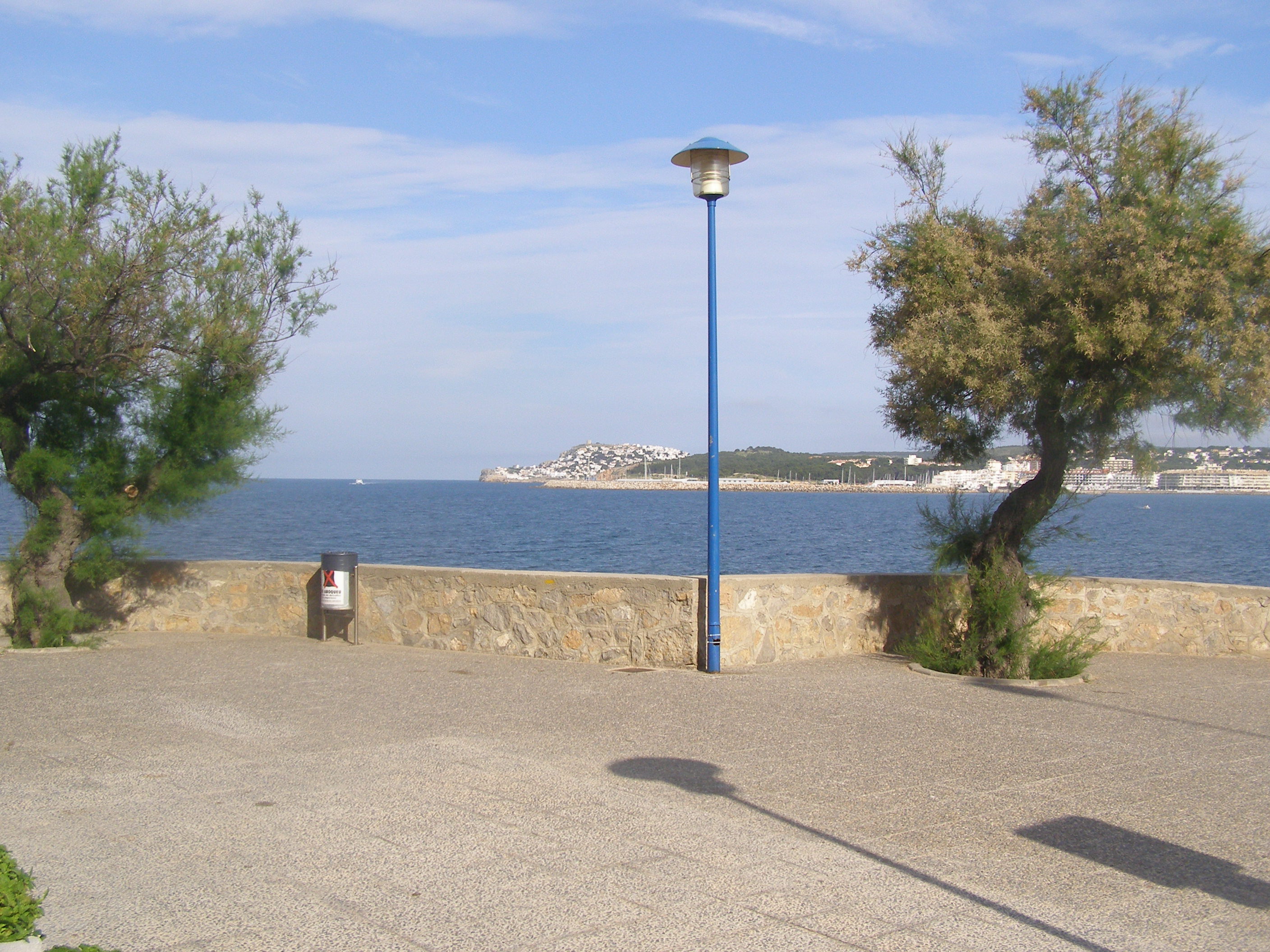
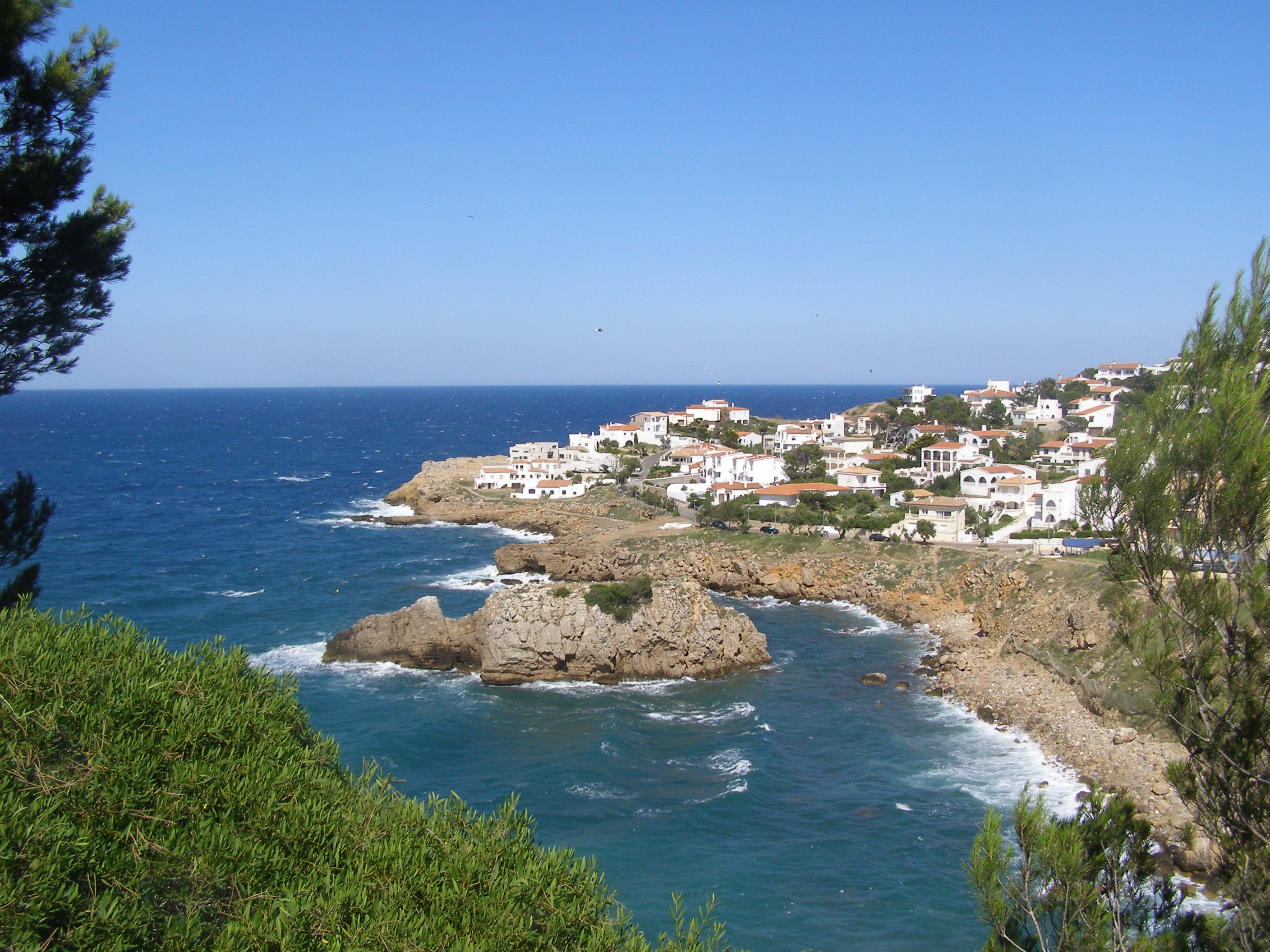

### Personnalités liées à la commune
- Joseph Cassanyes (1758-1843) : homme politique français ayant vécu en exil à L'Escala de 1821 à 1830 ;
- Víctor Català (1869-1966) : écrivaine née et morte à L'Escala.

## Galerie de photos

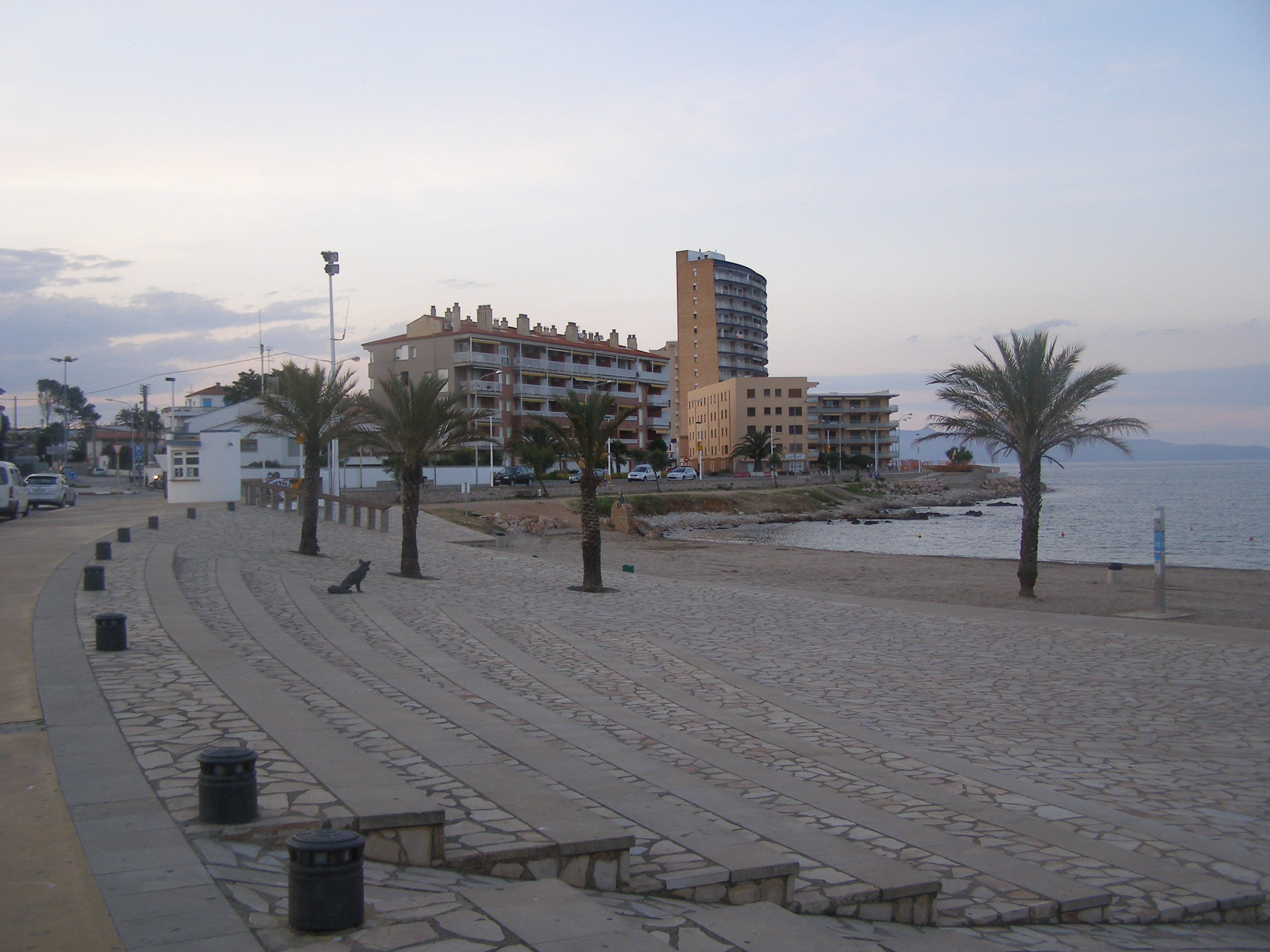
Place de l'Univers (Riells) .
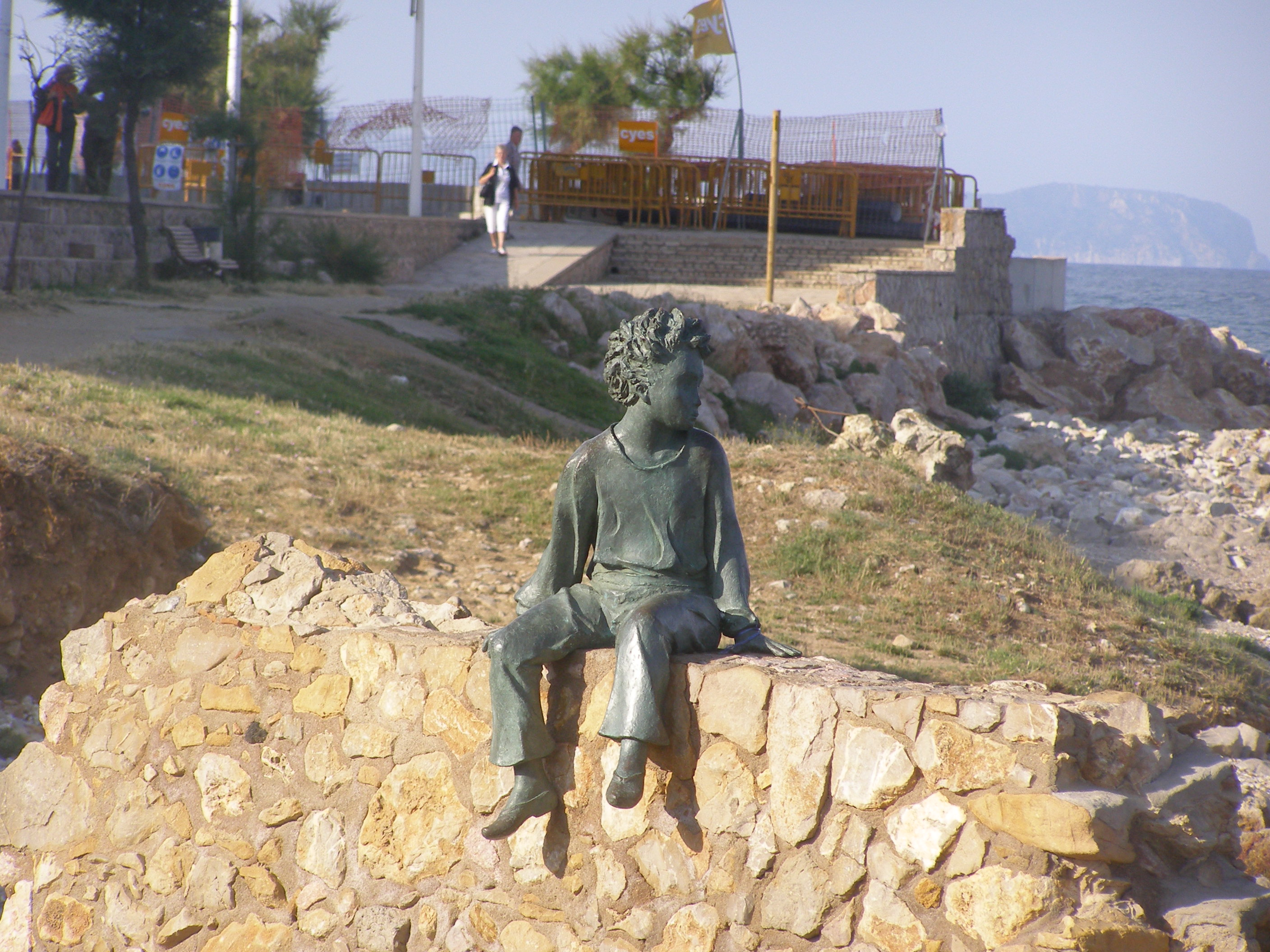
Le Petit Prince sur son mur (Riells) .
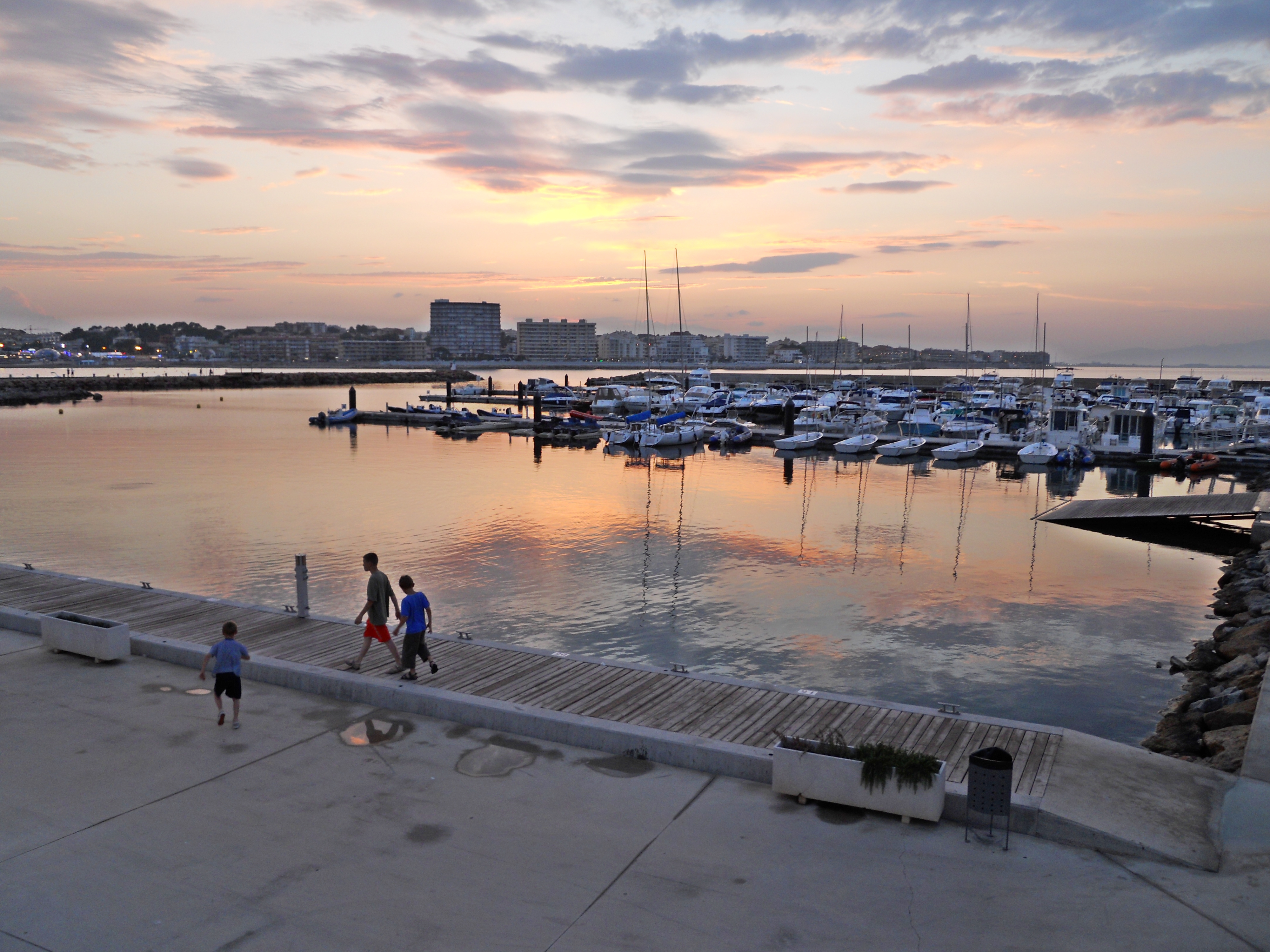
Coucher de soleil sur Riells.
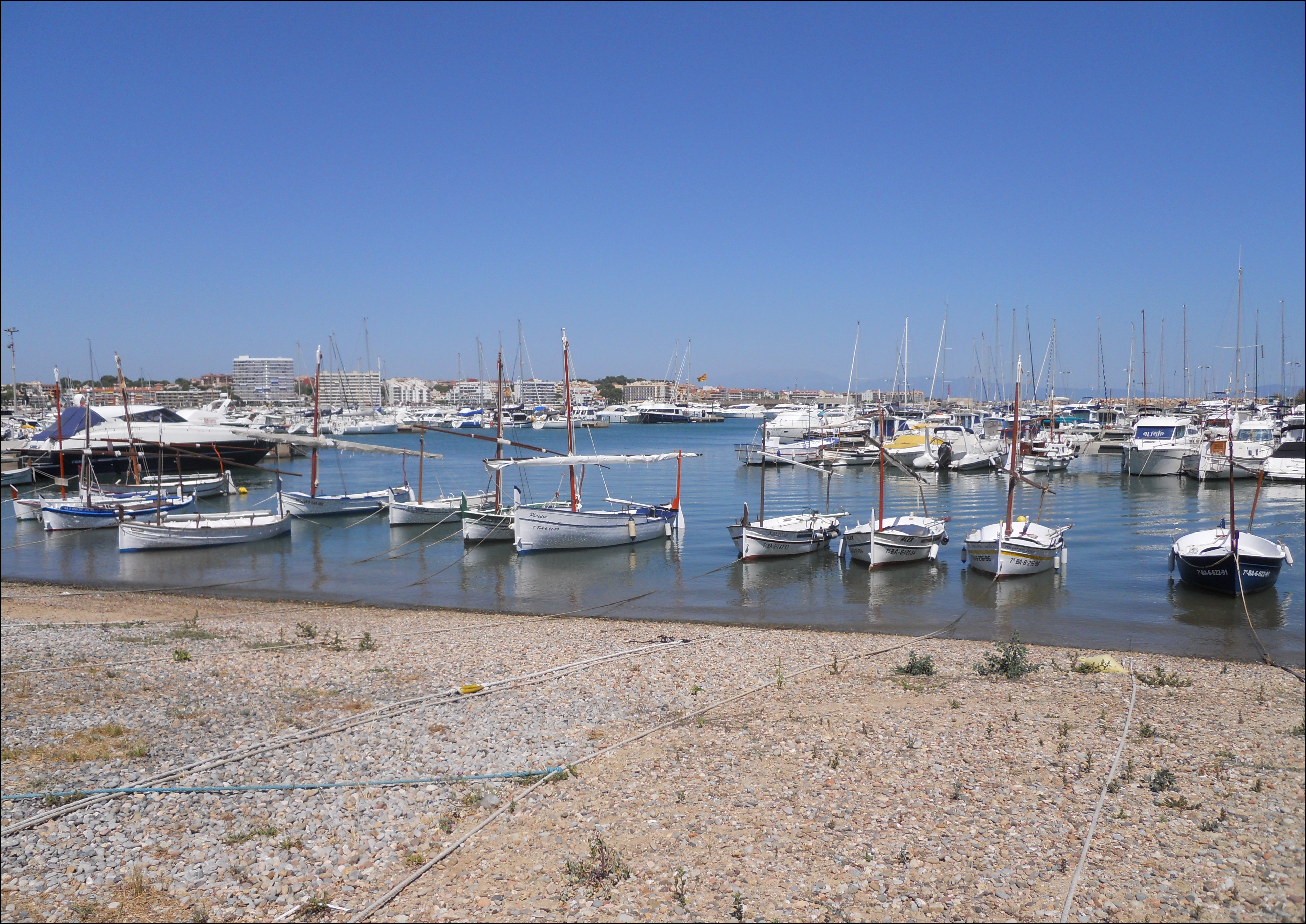
Port de plaisance (vue 1) .
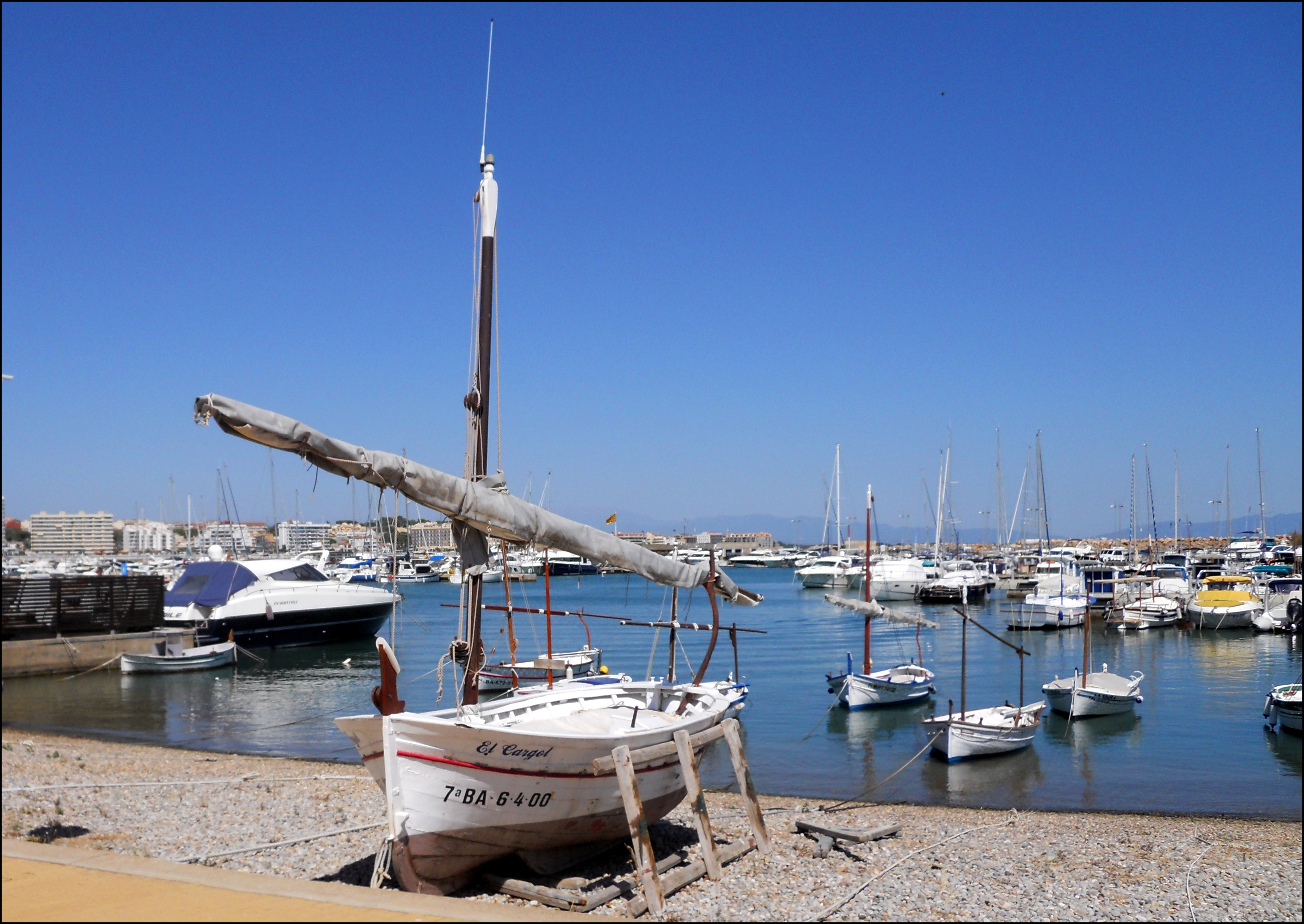
Port de plaisance (vue 2) .
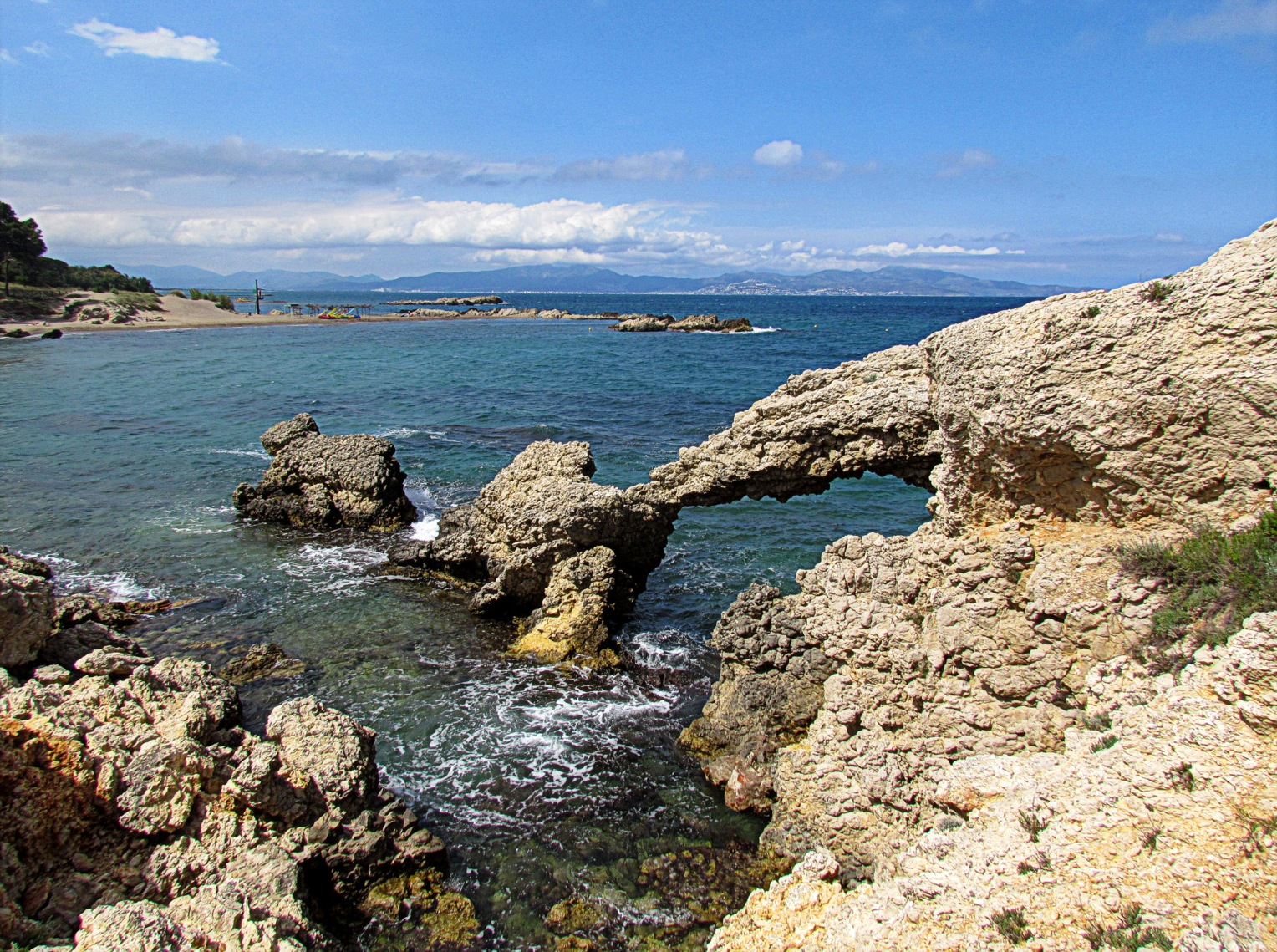
Littoral vers le site archéologique gréco-romain d'Empúries.